# گاسپاچو
گاسپاچو (اسپانیایی: Gazpacho‎؛ ‏ تلفظ در اسپانیایی: [ɡaθˈpatʃo]؛ تلفظ صحیح اسپانیایی: گاثپاچو) نوعی سوپ سرد است که از سبزیجات خام (معمولاً گوجه‌فرنگی، خیار، فلفل، پیاز و سیر)، سرکه و روغن زیتون تهیه می‌شود. این پیش‌غذا به طور معمول به صورت سرد و در ماه‌های گرم تابستان سرو می‌شود. رنگ آن بسته به میزان رسیدگی گوجه‌فرنگی‌ها ممکن است از نارنجی کمرنگ تا قرمز تفاوت داشته باشد. از آنجایی که گاسپاچو غذایی خنک و گواراست، به وفور در اسپانیا و پرتغال به ویژه در ما‌ه‌های گرم سال خورده می‌شود.
گاسپاچو در طول تاریخ آشپزی اسپانیا دستخوش تغییرات مختلفی شده است، اما گونهٔ امروزی آن متعلق به ناحیه مدیترانه است و به عنوان یک غذای ملی اسپانیایی در سراسر جهان گسترش یافته است.

## پیشینه
منشاء گاسپاچوی امروزی نامشخص است، هرچند که به‌طور سنتی از غذاهای اندلس به‌شمار می‌آید، جایی که در آن روغن زیتون و محصولات باغ فراوان است و تابستان‌ها بسیار خشک و گرم می‌باشند. با این وجود منشاء گاسپاچو به صورت غذایی مخلوط‌شده به پیش از استفاده از سبزیجات در تهیهٔ آن برمی‌گردد و منشاء آن را زمان اندلس می‌دانند.
گاسپاچوی اولیه مخلوطی از نان تیلیت‌شده، روغن زیتون و سرکه بود که در طول قرن‌ها تغذیهٔ کشاورزان ایبری در جنوب بود. تحول این غذا موجب ایجاد انواع گاسپاچو در طول تاریخ در سراسر جنوب اسپانیا و پرتغال شده که پرطرفدارترین و بین‌المللی‌ترین نوع آن همان گاسپاچوی اندلسی است.